# Pedro Petrone
Pedro Petrone (Montevideo, 11 mei 1905 – aldaar, 13 december 1964) was een Uruguayaans voetballer, die speelde als aanvaller. Hij overleed op 59-jarige leeftijd.

## Clubcarrière
Petrone, bijgenaamd El Artillero, speelde gedurende zijn carrière voor Club Nacional de Football en AC Fiorentina. Met Nacional won hij driemaal de Uruguayaanse landstitel. In het seizoen 1931/32 werd hij, samen met Angelo Schiavio van Bologna, topscorer van de Serie A met 25 treffers.

## Interlandcarrière
Petrone kwam in totaal 29 keer (24 goals) uit in het Uruguayaans nationaal elftal in de periode 1923–1930. Onder leiding van bondscoach Ernesto Figoli nam hij met zijn vaderland deel aan de Olympische Spelen 1924 in Parijs, waar de ploeg uit Zuid-Amerika in de finale met 3-0 te sterk was voor Zwitserland. Petrone nam in dat duel de openingstreffer voor zijn rekening. Zes jaar later won hij met zijn vaderland de wereldtitel in eigen land, nadat hij twee jaar daarvoor in Amsterdam de olympische titel had weten te prolongeren met Uruguay.

## Erelijst
Club Nacional de Football
- Uruguayaans landskampioen

1924, 1933, 1934
 Fiorentina
- Topscorer Serie A

1931/32